# 詩的で宗教的な調べ
『詩的で宗教的な調べ』（仏語：Harmonies poétiques et religieuses） S.173 は、フランツ・リストが1853年に完成させた全10曲からなるピアノ曲集である。

## 概要
アルフォンス・ド・ラマルティーヌの同名の詩集に着想を得て作曲されたことから、各曲の標題もフランス語で表記されている。晩年のリストは宗教的・瞑想的な作品を数多く書いているが、本曲集からはリストのそのような趣向が若い頃から発現していたことがうかがえる。
カロリーネ・ザイン＝ヴィトゲンシュタイン侯爵夫人に献呈。演奏時間は全曲で80～100分。最終版 S.173の第3曲「孤独の中の神の祝福」及び第4曲「亡き人たちの思い」は約15分であるが、短い数分の曲も含まれており、組曲全体が自由な発想の下で、規模の異なる曲で組み立てられている。また、第4曲では聖歌が用いられ、第2曲、第5曲、第6曲ではリスト自身の合唱曲から素材が転用されたりと、ピアノ独奏曲でありながら合唱を連想させる音楽である。

## 曲集の変遷の概要
現在よく演奏される第3稿 S.173に至るまで、単一曲である S.154、組曲としての第1稿 S.171d、第2稿 S.172a、第3稿 S.173、と約20年にわたって（リストの他作品と比べても）多くの大きな変更・見直しが行われており、彼の特別な思い入れが伝わる経緯を持っている。
1834年、若きリストはラマルティーヌの詩集「詩的で宗教的な調べ」に感銘を受け、同名の標題音楽「詩的で宗教的な調べ」を作曲し、翌年音楽雑誌「ガゼット・ミュジカル」の付録として発表した。これは現在知られている組曲ではなく単一曲であり、後に最終版 S.173の第4曲「亡き人たちの思い」となった原曲である（改訂については「改訂の歴史」の節を参照）。
最終版 S.173の第3曲「孤独の中の神の祝福」及び第7曲「葬送曲」が名曲として非常に有名であり単独でよく演奏されるが、そもそもリストは、後に最終版 S.173の第4曲「亡き人たちの思い」となる1曲だけで第1稿 S.154を「詩的で宗教的な調べ」として発表していたことからも、リストはこの曲の中で最終版 S.173の第4曲を中心に位置づけて組曲全体を構築していったことが推察される。作曲技法の上でも、最終版 S.173の第4曲では当時の音楽にとって全くの前衛音楽とも言える驚くべき斬新な技法を多用しており、彼の特別な挑戦が感じられる。

## 各曲
曲集には序文としてラマルティーヌの詩が掲げられており、更に第1,3,9曲にもそれぞれラマルティーヌの詩が付されている。
1. 祈り　Invocation
精緻でありながら気高い響きを持ち、曲集の幕開けにふさわしい。リストが宗教曲で好んで用いたホ長調で書かれている[3]。
2. アヴェ・マリア　Ave Maria
彼自身による同名の合唱曲より編曲[3]。
3. 孤独の中の神の祝福　Bénédiction de Dieu dans la solitude
曲集の中で次の第4曲と共に約15分を要する曲であり、リストの宗教的・内省的な側面を象徴する傑作と評される[4]。ラマルティーヌの同名の詩「おお、神よ、私を包み込むこの平安はどこから来るのか。私の心に満ちあふれる信仰はどこから来るのか……」が掲げられている[2]。曲は美しく瞑想的な嬰ヘ長調の主題をしばらく変容させ、軽やかなニ長調、穏やかな変ロ長調の部分を経て、やがて回帰した最初の主題が情熱的に高揚して終わる[5]。終結部では回想の中にモティーフの反行型を挟み、静かに消え入る。
4. 亡き人たちの思い　Pensée des morts　 聖歌 第129番「深き淵」の歌詞が付与された部分の楽譜

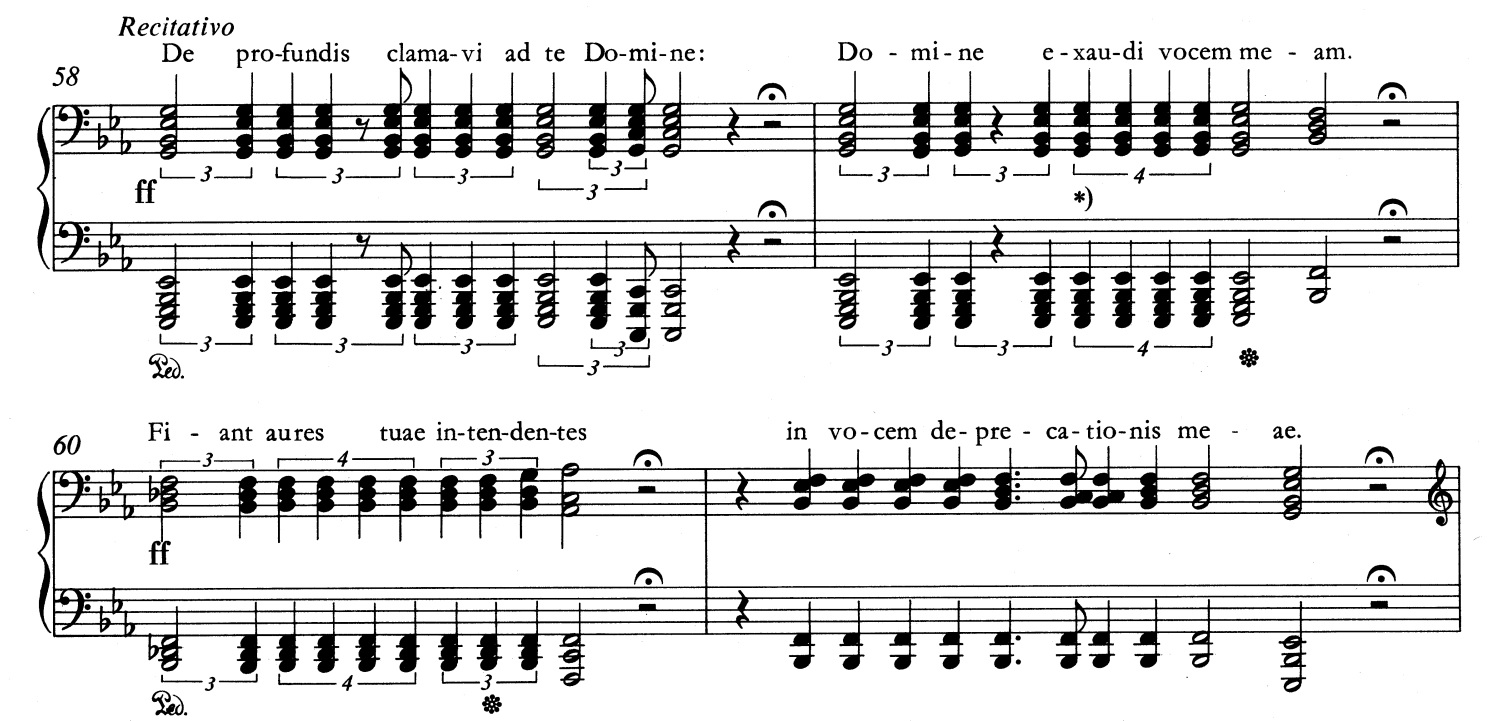
聖歌 第129番「深き淵」の歌詞が付与された部分の楽譜

S.154 の単一曲「詩的で宗教的な調べ」が原曲。「死者の追憶」という邦題が知られているが、フランス語の"Pensée"には「追憶」のような意味はなく、古い時代の日本での創作的誤訳である。
後半より聖歌 第130番「深き淵」が引用される（この部分には聖歌のラテン語歌詞が書き添えられている）。この聖歌は数多くの作曲家たちが作曲を施している有名な旋律であり、彼の未完曲であるピアノと管弦楽のための詩篇「深き淵」でも扱われた素材であった[3]。
聖歌の内容は、亡き人々が死の淵から主に呼びかける内容で、標題は、死者たちが主に対して呼び語る思いを意味している。

　　聖歌 第130番 "De profundis" 「深き淵」
　De profundis clamavi, ad te Domine;
　Domine, exaudi vocem meam.
　fiant aures tuae intendentes 　　　　　　　　　　　　　　　　
　in vocem deprecationis meae.
　深い淵の底から、主よ、あなたを（次のように）呼び求めます；
　主よ、この声を 聞き取ってください。
　嘆き 祈るわたしの声に
　耳を 傾けてください。

また、本作では以下のように当時の音楽から大きく逸脱した革新的な手法が数多く用いられている。
・曲の中ほどまで調号が用いられない、和音が未解決のまま終結する等、意図的に調性を明らかにしないようにしている部分がある。
・調性音楽の機能和声では断定し辛い偶成和音が多用され、それにより多彩な音響効果が実現されている（調性音楽において最も遠隔である増4度の関係にある和音へ進行する箇所すらある）。
・5拍子、7拍子という奇数拍子、シンコペーションの多用、拍頭・拍尾の休符によって拍子が不明瞭な音楽に仕上がっている。聖歌を引用した箇所には拍子すら書かれていない。
・旋法の変容の果てに全音音階へ至る部分が設けられている。
・聖歌の冒頭に含まれるたった3音というミクロな動機で約15分の音楽全体が展開されており、これまでの明快な主題提示を基本とした音楽に対して非常に珍しい存在である。
・ソナタ形式を代表とする西洋音楽における「展開」と逆行するように、終結には主題をシンプル化する（鶏から卵へ帰結するかのような）終わり方を目指している。
5. 主の祈り　Pater Noster
彼自身による同名の合唱曲より編曲[3]。
6. 眠りから覚めた子供への賛歌　Hymne de l'enfant à son réveil
彼自身による同名の合唱曲より編曲[3]。
7. 葬送曲　Funérailles
曲集の中で最もよく知られた作品で、リストの全作品の中で最高傑作とみなして愛奏するピアニストも多い。弔いの鐘を模したと言われる序奏や中間部の強烈な連続オクターブが有名[6]。「1849年10月」との副題が掲げられているが、1848年革命の余波を受けたハンガリー革命の失敗により、1849年10月にリストの知人が多く処刑され、祖国のために命を散らした者たちへの葬送曲と見なされている[4]。標題は複数形で”Funérailles”と表記されており、複数の知人にたむけられた葬送曲であるという意味以外に、同じ1849年10月に死去したショパンへの葬送曲という意味を重ねられているとも見做されている。曲の構成を見ると、ショパンの葬送曲（ピアノソナタ第2番 変ロ短調 作品35 第3楽章）と同じくショパンのポロネーズ第6番変イ長調 作品53 「英雄」の2作品を連想させる音楽となっている。曲の全体を通して、偶成和音により増3和音を多用することで、短調の中では悲劇的に、長調の中では幻想的に、印象的な効果を出すことに成功している。

＜全体の構成＞
001 - 023 小節：前奏部。鐘の音と共に葬送の歩みが視覚的に描写され、死の悲しみが爆発する。トゥッティで悲しみの絶頂に至った後、トランペットによるファンファーレと共に葬送の会場へと歩みが進められる。
024 - 055 小節：葬送行進曲。低音の旋律と葬送行進曲の伴奏で静かに始められ、旋律が上声に移り高揚する。
056 - 108 小節：亡き人との生前の美しい思い出の回想部分。ショパンの夜想曲を彷彿とさせる中間部分。ショパンの葬送曲（ピアノソナタ第2番 変ロ短調 作品35 第3楽章）と同じく、悲劇的な葬送曲の中間に、幸せだった時の回想を挟むという構成が採られている。旋律A（ソプラノ）、旋律B（アルト）、旋律A（ソプラノ）の構成で盛り上がる。
109 - 155 小節：亡き人の生前の栄光を讃えるファンファーレ。ショパンのポロネーズ第6番変イ長調 作品53 「英雄」の有名な中間部と非常に酷似しており、真のバス音でない和音の第5音に至る行進の伴奏形、オクターヴの連続による技巧的な伴奏パッセージ、伴奏から始まり遠くから長いクレッシェンドで近づいて来るラッパの音、3度転調で高揚する手法（「英雄ポロネーズ」と異なる種の3度転調を用いている）から、「英雄ポロネーズ」を暗示させる多くの要素が認められる。最後に、オクターヴの連続による5小節のカデンツァを経る。
156 - 176 小節：前奏部の後の葬送行進曲の展開。今回は最初からトゥッティで、亡き人に対する悲しみの感情の大きさを表現する。
177 - 184 小節：回想部分の再帰。今回は音域が更に高く、「非常に遅く」と書かれ、フェルマータを挟み、時間の流れが弛緩する。
185 - 192 小節：終結部。中間のファンファーレ部分を用い、短い時間で劇的なクレッシェンドをさせることで悲しみを再度露呈させ、亡失感を残して終わる。
8. パレストリーナによるミゼレーレ　Miserere, d'après Palestrina
リストがシスティーナ礼拝堂で聞いたパレストリーナの旋律によると伝えられるが、実際にはパレストリーナによるものではない[3]。
9. 無題（アンダンテ・ラクリモーソ）　(Andante lagrimoso)
ラマルティーヌの詩「涙、または慰め」が掲げられている[3]。
10. 愛の賛歌　Cantique d'amour
技巧的な曲で、リストは各地で好んで演奏したとされる[7]。また、リストのピアニズムを意欲的に学んで吸収したチャイコフスキーがそのピアノ協奏曲 第1番において、この曲の華麗で演奏効果の高いピアニズム（上行するアルペジオと和音によって奏でられる旋律、広い音域で奏でられる和音による盛り上がりなど）と非常に似たピアニズムが発揮されている。

## 改訂の歴史
- 1834年　単独作品「詩的で宗教的な調べ」 S.154 
  - 曲集第3稿〈死者の追憶〉の原曲。上記の通り、リスト晩年の様式を彷彿とさせる革新的な音楽語法が創作初期において既に用いられていたことは注目される[4][3]
- 1845年　曲集「詩的で宗教的な調べ」第1稿（初稿） S.171d
  - 保管されていたスケッチブックから発見され、2001年に出版された。第1曲に〈孤独の中の神の祝福〉の原形となる素材が見受けられるが、以降の稿に受け継がれていない曲が多い[8]。
- 1847年　曲集「詩的で宗教的な調べ」第2稿 S.172a
  - カロリーネ・ザイン＝ヴィトゲンシュタイン侯爵夫人の私有地があったウクライナ・ヴォロニンツェで作曲された[9]。1997年に初出版[4]。曲目については以下の表を参照。
- 1853年　曲集「詩的で宗教的な調べ」第3稿（最終稿） S.173

### 第2稿と第3稿の比較
以下の表は、左の曲が右の曲へと改訂されたことを示している。但し、第3稿の「1.祈り」は、第2稿の「1.無題」と「4.マリアの連祷」の2曲を混合した内容として再構成されている。第2稿の「11.無題」には、第3稿の「8.パレストリーナのミゼレーレ」と「3.孤独の中の神の祝福」の元となった素材が登場する。両者において、曲順や標題も大幅に見直されている。書法としては、第2稿に多く登場する和音による安易なトレモロは、第3稿では推敲によって芸術性が高められ、姿を消している。
| 曲集「詩的で宗教的な調べ」第2稿                                              | 曲集「詩的で宗教的な調べ」第3稿                                                                                    |
| ---------------------------------------------------------------------------- | --- |
| 1.無題                                                                       | 1.祈り Invocation                                                                                                  |
| 2.夜の賛歌 Hymne de la nuit                                                  | |
| 3.朝の賛歌 Hymne du matin                                                    | |
| 4.マリアの連祷 Litanies de Marie                                             | 1.祈り Invocation                                                                                                  |
| 5.亡き人たちの思い Pensée des morts                                          | 4.亡き人たちの思い Pensée des morts                                                                                |
| 6.主の祈り―教会の讃美歌による Pater noster, d'après la Psalmodie de l'Église | 5.主の祈り Pater noster                                                                                            |
| 7.眠りから覚めた子供への賛歌 Hymne de l'enfant à son réveil                  | 6.眠りから覚めた子供への賛歌 Hymne de l'enfant à son réveil                                                        |
| 8.無題                                                                       | |
| 9.教会の灯火 La lampe du temple                                              | 9.無題（アンダンテ・ラクリモーソ） (Andante lagrimoso)                                                             |
| 10.無題                                                                      | |
| 11.無題                                                                      | 3.孤独の中の神の祝福 Bénédiction de Dieu dans la solitude 8.パレストリーナのミゼレーレ Miserere d'après Palestrina |
|                                                                              | 2.アヴェ・マリア Ave Maria                                                                                         |
|                                                                              | 7.葬送曲 Funérailles                                                                                               |
|                                                                              | 10.愛の賛歌 Cantique d'amour                                                                                       |